# Lira (Strophe)
Die Lira ist eine Strophenform.
Diese Form, in der die Anzahl der Verse und das Reimschema genau vorgegeben sind, kam im 16. Jahrhundert aus Italien in die spanische Literatur.
Sie besteht aus fünf Versen mit einer typischen Abfolge von Sieben- und Elfsilbern: 
x7 x11 x7 x7 x11
Ihr Reimschema lautet normalerweise [aBabB] (kleine Buchstaben sind kurze Verse). Manchmal kann die Lira auch sechs Zeilen haben, verbunden durch drei Reime: [aBaBcC].

## Beispiel
En una noche oscura, 

con ansias, en amores inflamada,

¡oh dichosa ventura!,

salí sin ser notada,	

estando ya mi casa sosegada;	

A oscuras y segura, 

por la secreta escala disfrazada, 

(¡oh dichosa ventura!) 

a oscuras y en celada, 

estando ya mi casa sosegada. 

En la noche dichosa, 

en secreto, que nadie me veía, 

ni yo miraba cosa, 

sin otra luz ni guía 

sino la que en el corazón ardía.
Übertragung dieser Strophen ins Deutsche (von Melchior von Diepenbrock):
Die dunkle Nacht

In einer Nacht gar dunkel,

Da ganz mein liebend Herz vor Inbrunst glühte,

O hochbeglückte Stunde!

Entschlich mit leisem Tritte

Ich meiner tief in Ruh versunknen Hütte.

Im sichern Schutz des Dunkels

War die geheime Leiter bald erstiegen;

O hochbeglückte Stunde!

Verhüllt und tief verschwiegen

Ging ich und ließ in Ruh die Hütte liegen.

O seligste der Nächte,

Da ich beherzt den dunklen Pfad erklimmte,

Da mich kein Blick erspähte,

Kein Licht den Tritt bestimmte,

Als das, das in der innern Brust mir glimmte.
So lauten die ersten Strophen des berühmten mystischen Gedichts „La noche oscura“ von Juan de la Cruz, das um die Mitte des 16. Jahrhunderts entstand. 
Der Rhythmus dieser Strophenform wurde von Kennern mit dem einer Pavane verglichen. Besonderen Schwung geben der Lira die beiden Elfsilber (im zweiten und fünften Vers), die wie eine ans Ufer schlagende Welle, das Gedicht vorwärtstragen. In der fünften Zeile verdichtet sich die inhaltliche Aussage; sie bildet den Zielpunkt der Strophe.